# Янніс Смарагдіс
Янніс Смарагдіс (грец. Γιάννης Σμαραγδής, 1946, Іракліон, Крит) — грецький кінорежисер і сценарист; почесний член Гільдії режисерів Америки.

## Біографічні відомості
Янніс Смарагдіс народився на острові Крит 1946 року, в місті Іракліон. Вивчав кіномистецтво в Греції та Парижі, Франція. Дебютував 1972 року із короткометражною стрічкою «Δύο τρία πράγματα…», яка здобула першу на Афінському фестивалі, а також спеціальний приз на Монреальському кінофестивалі.
Янніс Смарагдіс викладає курс із мас-медіа, режисерського мистецтва та сценарію в афінському Університеті Пантеон. Він опублікував дві книги: «Поетична географія» (1995) та «Кавафіс» (1997) — літературні форми сценарію до фільму, присвяченому Константіносу Кавафісу.
У вересні 2012 року на Міжнародному кінофестивалі в канадському Торонто відбулася світова прем'єра фільму «Бог любить ікру» про пригоди грецького пірата Іоанніса Варвакіса (Івана Андрійовича Варваці). Прем'єра фільму відбулася в кінотеатрах Греції 11 жовтня 2012 року, Кіпру — 12 жовтня 2012 року .   
Попередній фільм Смарагдіса «Ель Ґреко» (2007) про видатного іспанського живописця грецького походження користувався касовим успіхом, зібравши понад 8 мільйонів доларів тільки в одній Греції.

## Художні фільми
- Δύο τρία πράγματα (укр. Дві, три речі1972)
- Το κελι μηδέν (укр. Нульова комірка, 1975)
- Αλαλουμ (укр. Алолум 1982)
- Το τραγουδι της επιστροφης (укр. Пісня повернення, 1983)
- Αιγαίο: Από τον Ομήρο στον Ελλυτη (укр. Егейське море: від Гомера до Еллітіса, 1985)
- Καβάφης (укр. Кавафіс, 1996)
- El Greco (укр. Ель Греко, 2007)
- Ο Θεός αγαπάει το χαβιάρι (укр. Бог любить чорну ікру, 2012[7][8])